# أسبرايت
أسبرايت (بالإنجليزية: Aseprite) هو محرر رسوميات نقطية مملوك ومتاح المصدر [الإنجليزية]، مُخَصّصّ أساسًا لرسم البيكسل وَالتحريك. يعمل على أنظمة التشغيل ويندوز وَماك وَلينكس وَيتميز بأدوات مختلفة لتحرير الصور والرسوم المتحركة مثل الطبقات والإطارات ودعم التايلماب، واجهة الأوامر النصية، وبرمجة لوا، وغيرها. وتطوره Igara Studio S.A. ويقوده المطورون ديفيد وغاسبار ومارتين كابيلو. يمكن تنزيل أسبرايت مجانًا أو شراؤه عبر ستيم أو إتش.آي أو. يتم توزيع شفرة المصدر والبرامج التنفيذية الخاصة بأسبرايت بموجب تراخيص اتفاقية ترخيص المستخدم النهائي والتعليمية والتراخيص المملوكة لستيم.

## تاريخ
أسبرايت، المعروف سابقًا باسم Allegro Sprite Editor، صدرَ أول مرة في عام 2001 مشروعَ برمجيات حرة بترخيص رخصة جنو العمومية الإصدار 2. سرى هذا الترخيص حتى أغسطس 2016 مع الإصدار 1.1.8، عندما تحول المطورون إلى ترخيص اتفاقية ترخيص المستخدم النهائي، مما جعل البرنامج مملوكًا. في الأول من سبتمبر 2016، كتب المطور الرئيسي، ديفيد كابيلو، منشورًا على مدونة تطوير أسبرايت يشرح فيه هذا التغيير. يسمح ترخيص اتفاقية ترخيص المستخدم النهائي للآخرين بتنزيل شفرة المصدر لأسبرايت، وتجميعها، واستخدامها لأغراض شخصية، لكنه يمنع إعادة توزيعها لأطراف ثالثة. بعد تغيير الترخيص، تم إنشاء نسخة مفتوحة المصدر منه تسمى LibreSprite. سواء قبل أو بعد تغيير الترخيص، كان أسبرايت يُباع عبر الإنترنت، على ستيم إتش.آي أو وَموقع المشروع.
تم استضافة مستودع شفرة المشروع على غوغل كود [الإنجليزية] حتى أغسطس 2014، عندما تم نقله إلى غيت هاب، حيث لا يزال مستضافًا حتى الآن. اعتبارًا من أكتوبر 2022، كان لمستودعه 68 مساهمًا وحوالي 19 ألف نجمة. من عام 2014 إلى 2021، كان لأسبرايت 66 إصدارًا مختلفًا.
تم استخدام أسبرايت في تطوير العديد من الألعاب الشهيرة مثل تاور-فول (2013)، سيليست (2018)، مينيت [الإنجليزية] (2018)، وارغروف [الإنجليزية] (2019)، Loop Hero (2021)، إيستوارد [الإنجليزية] (2021)، انباكن [الإنجليزية] (2021)، الروبوت هايكو [الإنجليزية] (2022) وَبيتزا تاور [الإنجليزية] (2023).

## تصميم وميزات
الهدف الرئيسي من تصميم أسبرايت هو إنشاء رسوم متحركة ثنائية الأبعاد بفن البيكسل. بعض ميزاته تشمل:
- الطبقات والإطارات، مع تجميع الطبقات ووضع علامات على الرسوم المتحركة.
- تحويلات وأدوات خاصة بفن البيكسل (بيكسل برفكت، فراشي مخصصة، إلخ)
- معاينة حية للرسوم المتحركة وميزة الـ Onion Skinning.
- تايلماب وتايلست.
- إدارة لوحات الألوان، بما في ذلك 65 لوحة ألوان افتراضية.
- ملفات الألوان والأوضاع (RGBA، الفهرسة، وتدرجات الرمادي)
- بكسلات غير مربعة.
- واجهة سطر الأوامر (CLI) وبرمجة لوا.

يستخدم أسبرايت ملف ثنائي خاص لتخزين البيانات، وعادةً ما يُحفظ بامتدادات .ase أو .aseprite. تم تطوير مشاريع خارجية لدعم تحليل ملفات .ase في لغات البرمجة مثل سي شارب، بايثون، وَجافاسكريبت، وَفي محركات الألعاب مثل يونيتي وَغودو.
يمكن تصدير الصور والرسوم المتحركة إلى صيغ ملفات مختلفة تشمل PNG، GIF، FLC، FLI، JPEG، PCX، TGA، ICO، SVG، وَ بتماب (BMP).

## روابط خارجية
- الموقع الرسمي لأسبرايت
- مستودع أسبرايت على غيت هاب